# Ємець Максим Кузьмич
Максим Ємець (27 квітня 1878, с. Гаврилівка Роменського повіту Полтавської губернії, нині Сумської області — 25 жовтня 1938, Дніпропетровськ, Україна) — державний службовець УНР, фінансист у галузі залізничного транспорту, громадський діяч. Один з найактивніших просвітян Катеринославського і Мануйлівського товариств «Просвіта». Жертва російського окупаційного терору.

## Життєпис
Народився в багатодітній бідній селянській родині. Його молодший брат Кирило, на схилі віку перебуваючи в лікарні, у січні 1941 склав записки автобіграфічного характеру, які адресував своїм дітям. Він згадував:

«Нас було у батька і матері вісім душ, перша, Катя, померла маленькою, а Таня померла вже дорослою... Батько і мати були люди неписьменні, бо дід і баба були грубі, мали у себе 15 десятин землі і тримали в своєму кулаці до останньої хвилини».

Брат згадував, що старший від нього на три роки Максим і він, як старші у родині, ставали за помічників батькам: Максим у погоничах, а Кирило за пастуха.

«Ми всі працювали в спільному господарстві, обірвані й босі, бо наші дідусь і бабуся тільки й знали працю... Якось, наскільки пригадую, перед Великоднем наша бабуся принесла нам з МК (так він позначає вже репресованого брата) вибійчані штани та прибрала нас у новеньке і радості нашій не було кінця.
Починаємо ми ходити до школи, МК і я. Нам важко було ходити, оскільки бідність батька не давала змоги нас одягти, взути і дати дві копійки на олівці чи грифель».

Кузьма Ємець, за спогадами Кирила Кузьмовича, звичайно працював у свого батька, отримував за це 8-й сніп, як у чужого на стороні. Йому не вистачало для своєї родини і постійно доводилося десь приробляти — і у заможних селян по 15 — 20 кіп на день, сам бував голий, чим довів себе до каліцтва, він довго не жив — Кузьма Ємець помер у 1910.

## Початок кар'єри, чиновницька служба
Коли старші діти стали добре розуміти тяжке становище своїх батьків, вони вирішили скоріше йти на свій хліб. Ємець після закінчення народної початкової школи став писарчуком у своєму селі. А оскільки він був дуже талановитий в усьому, хлопчиком пішов з дому на залізницю в Знам’янку. Дядько Федір Минович, хоча і був великим п’яницею, полюбив племінників і допоміг прилаштувати їх. Кар’єра Максима Ємця почалася у 14 — 15 років обтиральником паровозів. Відтоді він пробивав собі шлях без будь-якої сторонньої допомоги. Та ще й допомагав меншому братові Кирилові, підтримав його при переїзді до Катеринослава:

«Я взяв свої скриньки, — писав Кирило в 1941, — і виїхав у Дніпропетровськ. МК надав мені посаду робітника на 70 к. на день. Погодився я на це і переїхав попервах сам, а потім маму узяв. Знайшов у місті на Чечелівці маленьку квартиру на три карбованці і став жити. Це було в 1909 році, а в 1910 р. раптово помер дідусь... (мова про їхнього батька Кузьму)».

Взагалі Кирило боготворив «Масю» — свого старшого брата.
Коли Кирило задумав збудувати в місті власний будинок, бодай хатину, «улюблений і незабутній нами всіма МК своїми почуттями і добротою зрозумів, що потрібно для мене, і став допомагати».
Цей культ Максима в родині Кирила передався його дітям, а згодом і онукам.

## Громадська діяльність
Ємець без зв’язків і знайомств з’явився у Катеринославі. Ось уривок зі свідчень, які давав на допиті 26 травня 1938:

Максим Ємець (праворуч) з сестрою Мотрею та братом.

«Опинився в робітничому середовищі, в обстановці, чужій селянському побуту. Зайнятися моїм політичним вихованням було нікому і я був наданий самому собі. У мене, в той час юнака, був величезний потяг до знань. Я накинувся на книжки, але читав їх без всякого розбору. Випадково натикнувся на українську книжку, після чого став цікавитися українською літературою взагалі.
У колишньому Катеринославі, куди я перейшов на службу в 1896 році, потрапив у чиновницьку родину, середовище управлінських службовців. Тут я вперше зіштовхнувся з українськими націоналістами і вступив 1898 року в нелегальний гурток «РУП» — «Радикальна українська партія».

Дружина Максима Ємця Галина (праворуч) з сестрою Ольгою (у шлюбі Вирва, ліворуч). У центрі їхня подруга. Січень 1926 р.

Тим часом Юрій Коллард, згодом міністр шляхів YHP, пише, нібито створити осередок «РУП» у Січеславі не поталанило: «Один раз в організаційній справі я їздив до Катеринослава, мав там побачення з тамошніми українськими громадянами: А. Синявським, який був тоді директором Катеринославської комерційної школи, та з письменником Мик. Кузьменком. Але ніяких позитивних наслідків не зсягнув і за катеринославську громаду так нічого й не було чути».
Був осередок РУП у Катеринославі чи не було? Сам Ємець так розповідав про це:

«Наскільки мені пригадується, цей гурток очолювався Липківським Сергієм, викладачем одного з учбових закладів міста Катеринослава. Незабаром гурток наш розпався внаслідок виїзду керівників з міста».

С. Липківський до 1910 очолював «Просвіту» в Катеринославі, поки не виїхав до Маріуполя. Отже, або пам’ять підводила Ємця (минуло 40 років!), або РУП розпалася тут з інших причин. Ємець читає брошури РУП і під їх впливом у ньому міцніє національна самосвідомість.
Поет Микола Кузьменко, якого Ю. Коллард намагався було залучати в Катеринославі в РУП, був у приятельських взаєминах з Ємцем. Обидва працювали на Катерининській залізниці, а жили неподалік один від одного на лівобережжі Дніпра. Й, звісно, мали спільні інтереси. У М. Кузьменка у 1899 вийшла єдина поетична збірка «Дозвілля», в якій вміщено вірш «М. К. Ємцеві».
У Ю. Мінька — внучатого племінника Ємця — зберігається рукописний варіант вірша М. Кузьменка, переписаний хімічним олівцем невідомою рукою. Вірш свідчить про приятельські взаємини обох. На 16 років старший Кузьменко напучував 21-річного приятеля:

Ой, Максиме, бережися, серцю
волі не давай,
І панянок дуже модних
стережись і обминай.(...)
Якщо ж хочеш одружитись
і щасливо вік прожить,
То шукай собі не з модних.
З тою краще в світі жить,
Котра знає ціну праці,
звикла змалку горювать,
І за працю й других вміє
і любить, і поважать.
2 лютого 1899 р.

Ємець одружився з молодою панночкою Галиною Миколаївною Виковою — донькою поміщика Миколи Викова, маєток якого і великий сад займали територію нинішньої лікарні № 9 поблизу проспекту Воронцова. Галина була на 7 років молодша від свого чоловіка.

## Діяльність в Катеринославському товаристві "Просвіта"
За спогадами племінниці Наталі Кирилівни, Ємець збудував собі будинок поряд з Виковими, на тому місці, де потім знаходилася пожежна команда. Будинок був двоповерховий, багатий. Там був зал з акваріумами, картинами і багатою бібліотекою. Дівчинці запам’яталося, що всі книжки мали оксамитові палітурки.

Максим Ємець (у світлому піджаку) під час гулянки з односельцями.

Дядько дуже захоплювався «Просвітою», ставив вистави і в Зимовому театрі. Залучав до нього і родичів. Шестирічна Наталка в 1916 вже грала в театрі, виконуючи дитячу роль у виставі «Брехня» В. Винниченка. Вона ж декламувала Шевченкове «Минають дні, минають ночі...», «У всякого своя доля». Дуже здібною на сцені виявилася і сестра Ємця  — Мотря, яку він запрошував з Гаврилівки грати в його виставах. Та коли сталася революція, все поламалося...
Сам Ємець на допиті 26 травня 1938 свідчив, що після РУПу побував і в російських робітничих гуртках. Та все ж його тягло до рідного, українського слова. Це він особливо відчув після революції 1905, коли після тривалої заборони стали виходити українські газети, а літературний ринок наповнився українськими книжками.
За спогадами племінниці, Ємець був у товариських взаєминах не лише з Миколою Виковим, відомим катеринославським видавцем і публіцистом, але й з Андріаном Кащенком (теж працював на залізниці), Борисом Грінченком.
У червні 1906 Ємець увійшов до складу першої ради Катеринославського товариства «Просвіта» і відтоді не один рік був її членом. З 25 січня 1909 обраний до складу «виставочної» комісії разом з Андрущенком, Гаркавцевою, Кузьменком, Шапликом. Ця комісія після скасування драматичної секції «Просвіти» керувала вечірками та виставами товариства.
Дмитро Дорошенко, який восени 1909 з’явився в Катеринославі, згадував, що тут перебувала головна управа Катерининської залізниці, і серед її численних службовців було багато свідомої інтелігенції. В числі осіб, які вели перед у місцевому українському громадському житті, Дмитро Дорошенко називає Ємця і його тестя Миколу Викова.
За підозрою у приналежності до революційних гуртків Ємець з 1901 по 1915 чотири рази заарештовувався поліцією і жандармерією. Але до суду справа не доходила. Ревтрибунал і суди розпочнуться в радянський час...
5 грудня 1910 відбувалося освячення власного будинку «Просвіти» в с. Мануйлівка. В залі новозбудованої «Просвіти» розпочався концерт. Вступне слово перед цим промовив Ємець. Повністю цю промову видрукував 18 січня 1911 часопис «Дніпрові хвилі». Ємець говорив про значення і завдання «Просвіти»:

«Вона мусить бути огнищем рідної культури, давати захист рідному слову, ширити освіту в своїй околиці всякими од неї залежними способами. Читання лекцій з усякої науки, бібліотека-читальня, виписування книжок і часописів — оце перша культурна, як то кажуть, місія, яка лежить на нашій «Просвіті». Рідна сцена і рідна пісня знайдуть собі теплий захист під стріхою нашої «Просвіти», даючи розумну та любу розвагу нашим людям, прищеплюючи їм любов та повагу до нашої національної умілости. Дасть наша «Просвіта» притулок і заходам коло економічної самопомочи її членів, бо економічний добробут таке ж саме завдання просвітньої діяльності, як і заходи коло лекцій та театральних вистав (...)
І на цих запорозьких степах, на яких колись наші предки-запорожці боронили свій край і віру християнську, нехай розів’ється і процвіте буйним цвітом наша «Просвіта», ця — свіжа паросль на усохшій деревині культурного життя нашого люду. Нехай несе світло науки і будить любов до знання й просвіщення!» 
— («Дніпрові хвилі». — 1911. — № 5 — 6).

Ємець мав на концерті при відкритті Мануйлівської «Просвіти» великий успіх і як декламатор — він читав «Богданову славу» М. Чернявського.
«Дніпрові хвилі» наголошували, що з усіх «Просвіт» найбільш жваву діяльність проводила Мануйлівська. Літературно-бібліотечна секція брала на себе організацію народних читань. 2 лютого 1911 Ємець декламував оповідання Бориса Грінченка «Хата». Читання ілюструвалося малюнками «чарівного ліхтаря». Слухачів було понад сто душ, дітей на читання пускали безплатно.
26 січня 1914 Ємець обирався на чолі Мануйлівської «Просвіти». В 1916 уряд закрив її. Лютнева революція в Російській імперії відновила її роботу. Вже 18 березня 1917 відкрилася філія Катеринославської «Просвіти» в Мануйлівці. На установчих зборах обрано раду, на чолі якої став М. Кузьменко. До складу ради увійшов і Ємець.
Як і багатьох інших просвітян, Лютнева революція окрилила його, вселила віру в кращу долю для українського народу. Ємець з ентузіазмом бере участь у різних заходах, зокрема, у перших зборах по відновленню УСДРП. У червні-липні 1917 з ініціативи просвітян у приміщенні третьої жіночої гімназії організовано курси українознавства для вчителів (досі вся освіта в губернії була лише російською).
9 липня 1917 в приміщенні гімназії для слухачів курсів влаштовано концерт-мітинг. Як декламатори участь у цій патріотичній акції взяли Максим Ємець та Микола Кузьменко.

## Служба у Міністерстві шляхів УНР
У 1918 бухгалтер служби шляху Ємець опиняється в Києві. За гетьмана його відряджають до побутового департаменту міністерства шляхів для вироблення тарифних окладів робітникам і службовцям залізниць України. Одночасно відвідує курси позашкільних працівників. На цих курсах лекції з природознавства читав відомий український громадський діяч, агроном за освітою Євген Чикаленко, з яким зазнайомився Ємець. Він також контактує з Петром Плевако, членом Центральної Ради, директором одного з департаментів міністерства шляхів України. Прізвища цих «націоналістичних» діячів через двадцять років фігуруватимуть у справі репресованого Ємця.

Максим Ємець. Фото бл. 1936 р.

Повернувшись до Катеринослава, він продовжує працювати на залізниці, очолює кооперативну організацію «Споживач».

## Арешти, слідство, розстріл
У 1920 заарештовується органами ЧК. То був не перший і не останній арешт у його житті.

«10 лютого 1920 р. під час праці в конторі Союзу на Широкій № 11, арештовані були голова Правління Союзу М. К. Ємець і член Правління Завід(уючий) Торг(овельним) відділом Г. К. Герасимів»

— сповіщав про арешт керівників кооперативної організації «Споживач» однойменний часопис, орган цієї української установи.
Лише наступного дня, з надрукованої в числі 183 газети «Звезда» статті тодішнього секретаря Катеринославського губкому КП(б)У Емануїла Квірінга «Кооператоры или спекулянты» виявилось, що арешт був проведений у зв’язку з обвинуваченням правління «Споживача» в спекуляції та шахрайстві. Уже в день арешту Ємець і Герасимова правління Губспоживача клопоталося про звільнення арештованих до суду, як відповідальних кооперативних діячів.
Ємець та Герасимів просиділи у в’язниці близько місяця й були звільнені на поруки Ради кооперативних з’їздів. Катеринославський ревтрибунал вирішив таки притягти правління «Споживача» до судової відповідальності. Процес відкладався декілька разів і відбувся 18 травня 1920. Головував на ньому Бережанський, обвинувачував Квірінг. На лаві підсудних, окрім голови правління Ємця, були члени правління Г. К. Герасимів, І. Д. Вирва, Ф. X. Сторубель і В.М. Павлов. Упродовж суду підсудні трималися цілком спокійно, а на запитання Квірінга, чи визнають себе винними, відповіли: «Не визнаємо».
Після виступів свідків слово надали Е. Квірінгу: 

«Перед нами правління «Споживача», яке обвинувачується в мошенстві з папером і спекуляції нафтою. Нафта — монопольний продукт. Правління не могло не знати, що радянська влада оголосила нафту монопольною. Я пропоную ревтрибуналові суворо судити правління... Проти Ємця й Герасимова — в справі шахрайства з папером».

Потім надали слово підсудним. Ось що, зокрема, сказав Ємець: 

«Спекуляції тут ані ознаки немає. Можу привести безліч прикладів про закупки по вільних цінах совітськими установами. Я не знаю, як можна робить предположения, що ми — дорослі люди — могли гратись, заявляючи владі про свої операції. Гадаю, що ревтрибунал буде не старим судом, а дійсно сучасним, справедливим і не звертатиме уваги на ті тяжкі обвинувачення, які нам кидають, а безстороннє обсудить діло». 

Рішення ревтрибуналу щодо обвинувачених кооператорів було досить ліберальним. 

«Після 2-годинної наради ревтрибунал виносить присуд: Правління «Споживача» робило спробу одержать належний Робітниче-Селянському Уряду папір, а також спробу установить високі ціни на нафту, придбану «Споживачем» по значно низькій ціні.
Рахуючи одначе, що це було зроблено в момент відсутности регламентуючих економічне життя в губернії органів радянських законоположень і беручи на увагу, що активну роль в обох випадках приймали: в першу чергу громадянин Ємець — як представник «Споживача» і гр. Герасимів — завід. торгів, відділом, постановлено: гр. М. К. Ємця і Г. К. Герасимова позбавить всякої громадської роботи строком на один рік. Але беручи на те, що гр. Герасимів є робітником, замінить йому вказану міру кари громадсько-революційною доганою, оголосивши через пресу. Останніх членів Правління лічить по суді виправданими.
Цей присуд Правління подає на касацію».

Таким чином, найсуворіше ревтрибунал обійшовся з Ємцем, якого позбавили змоги займатися громадською роботою протягом одного року. Якби Ємець був робітником, можливо б, і щодо нього все обійшлося б доганою... Та він був урядовцем (і досить високого рангу), який усе життя пропрацював на Катерининській, згодом Сталінській (нині — Придніпровській) залізниці.
У 1920 Ємець відновив свою діяльність у мистецькій сфері. Його запрошують до робітничих клубів для організації театральних секцій та постановки вистав. У цих клубах він працював з перервою до 1925, коли, за його словами, «припинив свою участь у них остаточно і більше ніякою громадською роботою не займався».

І все ж він й надалі вважався владою серед чільних місцевих українських діячів. У жовтні 1929 його знов заарештували — цього разу за підозрою в причетності до «Спілки визволення України». Про масовість тих арештів згодом згадував письменник Василь Чапленко, також заарештований у віці 29 років: 

«У камері ГПУ я побачив багатьох моїх товаришів і знайомих, а від них довідався, що вночі заарештовано всіх «українців» (тобто українську інтелігенцію)... Справді, це було так, і пізніше я переконався, що не оминули нікого, забравши і старих, і молодих педагогів, лікарів, інженерів, студентів...»

Проте Ємцю тоді вдалося вийти на волю — через півроку слідства, 29 квітня 1930 він був звільнений. Для Ємця починається, по суті, «внутрішня еміграція». Про це він обережно говорив на допиті 26 травня 1938: 

«...в окремих випадках часом з’являлося невдоволення заходами, спрямованими на обмеження, як мені здавалося, завоювань Жовтневої революції, наприклад, українізації органів управління залізниці, що давало деяким шептунам-закулісникам привід зловтішатися при зустрічах з українцями, радіючи: «що ось добре, що скасували цю собачу українську «мову». Незабаром виженуть її зі шкіл».

Статті в газетах проти націоналістичних течій, у тому числі виступи Постишева, дали привід думати, що розпочинається похід проти українців взагалі і гору візьме великодержавний російський шовінізм».
Страхи були небезпідставні. Як відомо, самогубства М. Хвильового та М. Скрипника в 1933 знаменували собою закінчення політики українізації. Для Ємця це був болісний процес, особиста трагедія. Починаються масові арешти 1937-го. Незадовго до арешту він зустрівся в дев’ятій ощадкасі зі своїм знайомим — викладачем географії Павлом Григорашем.

«Ми розговорилися, — згадував потім П. Григораш. — Ємець став скаржитися, що його звільнили зі служби. Став скаржитися на тяжке життя, говорив про те, що йому тепер нікуди діватися.
Говорив про те, що як у місті, так і на залізниці йдуть масові арешти. Я його з ряду питань підтримував і висловлював співчуття».

Транспортний прокурор Сталінської залізниці 5 жовтня 1937 дав санкцію на арешт Ємця, який донедавна працював на залізниці на посаді заступника начальника фінансового відділу управління. Цьому передував меморандум по слідчій справі № 21406 антирадянської троцькістської організації, яка нібито існувала на Сталінській залізниці. У меморандумі Ємець звинувачувався в тому, що за директивами цієї організації проводив «практичну шкідницьку роботу в галузі підриву фінансової потужності залізниці».
Заарештовувати його прийшли 17 жовтня 1937. При обшуку були присутні Ольга Вирва (сестра дружини) та сусідка Варвара Мінько. З Варварою Олексіївною ми зустрілися в квітні 1998-го. Вона згадувала: 

«Ми жили по сусідству з Ємцями. Між нашими подвір’ями був маленький паркан.
На нашому дворі — спільний колодязь, вони до нас по воду ходили. Крім його дружини Галини Миколаївни та її матері Меланії Трохимівни Викової, у них тоді жила сестра Галини Ольга Миколаївна. Коли його прийшли заарештовувати, у них дома була й третя з сестер Викових — наймолодша Люба. Я була присутньою при обшуку і арешті Ємця. Запам’яталося — книжки довго переглядали. Забрали людину і з кінцями...»

Виснажливе слідство тяглося більше року. Справа просвітянина зайняла два томи. Після відповідної «обробки» на допиті 1 листопада 1937 він мусив свідчити, що в контрреволюційну троцькістську організацію був начебто завербований колишнім начальником фінвідділу Сталінської залізниці Федором Левченком, який на той час був вже заступником начальника Сталінської залізниці. Потім несподівано виринає прізвище Миколи Голубева (1884 — 1938), давнього, ще з 1902 члена партії есерів. У 1918 при гетьмані він займав посаду віце-директора фінансового департаменту міністерства шляхів. На допиті 14 березня 1938 Голубев свідчив, ніби в 1929 — 1930 завербував серед інших і його: «Ємцеві я дав установку встановити зв’язки з українськими націоналістами і есерами і підібрати осіб для організації диверсії». Заарештованого 30 січня 1938 М. Голубєва розстріляють 15 вересня того ж року.
Як свідчать архівні матеріали, закрите судове засідання виїзної сесії Військової колегії Верховного Суду СРСР 25 жовтня 1938 в Дніпропетровську тривало п’ятнадцять хвилин. Підсудний Ємець винним себе визнав. І цього, схоже, було досить попри деякі розходження навіть у цифрах «завербованих» ним — у протоколі закритого засідання називається цифра в одинадцять чоловік, у вироку — п’ятнадцять! Де там було звертати увагу на такі «дрібниці» при запущеному конвеєрі смерті.

«Підсудному було надане останнє слово, в якому він просить зберегти життя». Та чи можна було зберегти життя тричі завербованому?! «До есерівської антирадянської організації він був завербований 1924 року Голубєвим; в 1936 році — до української націоналістичної антирадянської організації Подольським і в 1937 — до правотроцькістської організації Левченком».

У вироку твердилося, що протягом своєї антирадянської діяльності Ємець вів активну діяльність, спрямовану на зрив і дезорганізацію фінансової та кредитної системи залізниці. Він же, твердилося у вироку, був прибічником застосування терористичних методів боротьби щодо керівників ВКП(б) і радянського уряду. 

«Таким чином, встановлена винуватість Ємця у здійсненні ним злочинів, передбачених ст.ст.54-7,54-8,57-11 КК УРСР».

Просвітянина засуджено до вищої міри — розстрілу з конфіскацією усього, особисто йому належного майна. Як свідчать матеріали його справи, Ємця розстріляли негайно, того ж дня — 25 жовтня 1938.

## Посмертна реабілітація
Посмертна реабілітація прийшла до нього пізно — 9 квітня 1997 виконувач обов’язки прокурора області Г. Байрак затвердив висновок про реабілітацію. Дії Ємця (затримка у виплаті зарплати робітникам і службовцям, перевитрати грошових коштів, фінансування непланових робіт, закупка машин без кредиту тощо) кваліфіковані як шкідництво в сфері кредитно-фінансової системи залізниці, хоча фактично має місце порушення фінансової дисципліни. При цьому контрреволюційний намір недоведений; показання про звинувачення М. М. Голубєва про вербування ним Ємця в троцькістську організацію не можуть бути прийняті до уваги, оскільки Голубєва реабілітовано. Визнання Ємцем своєї провини треба розглядати як самообмову. На цих тезах ґрунтувався висновок про реабілітацію одного із засновників Січеславської «Просвіти».